# Pejrupgård
Pejrupgård er en gammel gård, som nævnes første gang i 1674. Gården ligger i Orte Sogn, Båg Herred, Odense Amt, Assens Kommune. Hovedbygningen er opført i 1844
Pejrupgård Gods med St. Laaningegaard er på 370 hektar

## Ejere af Pejrupgård
- (1674) Dorthe Daa
- (1674-1696) Knud Beedske
- (1696-1725) Margrethe Knudsdatter Beedske
- (1725-1730) Hans Petersen Hagendall
- (1730-1735) Margrethe Knudsdatter Beedske
- (1735-1750) Hans Peiter Hagendall
- (1750-1786) Jørgen Pedersen Pejrup
- (1786-1836) Peder Hansen
- (1836-1840) Enke Fru Hansen gift Christensen
- (1840-1875) Niels Christensen
- (1875-1913) Christian Christensen
- (1913-1930) N. C. Rasmussen
- (1930-1961) Georg Rasmussen
- (1961-1966) Enke Fru Harriet Rasmussen
- (1966-1998) Ole Jakob Løchte
- (1998-2013) Jakob Løchte / Lene Løchte
- (2013- ) Pejrupgård A/S ved Jørgen G. Nielsen